# Mulhacén
El Mulhacén es el pico más alto de la península ibérica y el segundo de España tras el Teide en Tenerife, islas Canarias; con una elevación de 3479 metros sobre el nivel del mar. Forma parte del parque nacional de Sierra Nevada en la provincia de Granada, en el sur peninsular de España, y pertenece al macizo de Sierra Nevada, en la cordillera Penibética.
En su cumbre confluyen los términos municipales de Güéjar Sierra al norte, y Capileira y Trevélez por el sur, así como los partidos judiciales de Granada y de Órgiva.

## Toponimia
Su nombre proviene de Muley Hacén, castellanización del nombre de Mulay Hasán, penúltimo rey nazarí de Granada en el siglo XV, del que se dice que fue enterrado en esta montaña.
Por la suavidad que presenta su relieve en la vertiente sur, que facilita su ascensión, los habitantes de los aledaños pueblos alpujarreños también lo conocen como el Cerro (a secas).

## Datos geográficos
Ocupa el puesto 64 en la clasificación mundial de prominencia.

## Ascensión

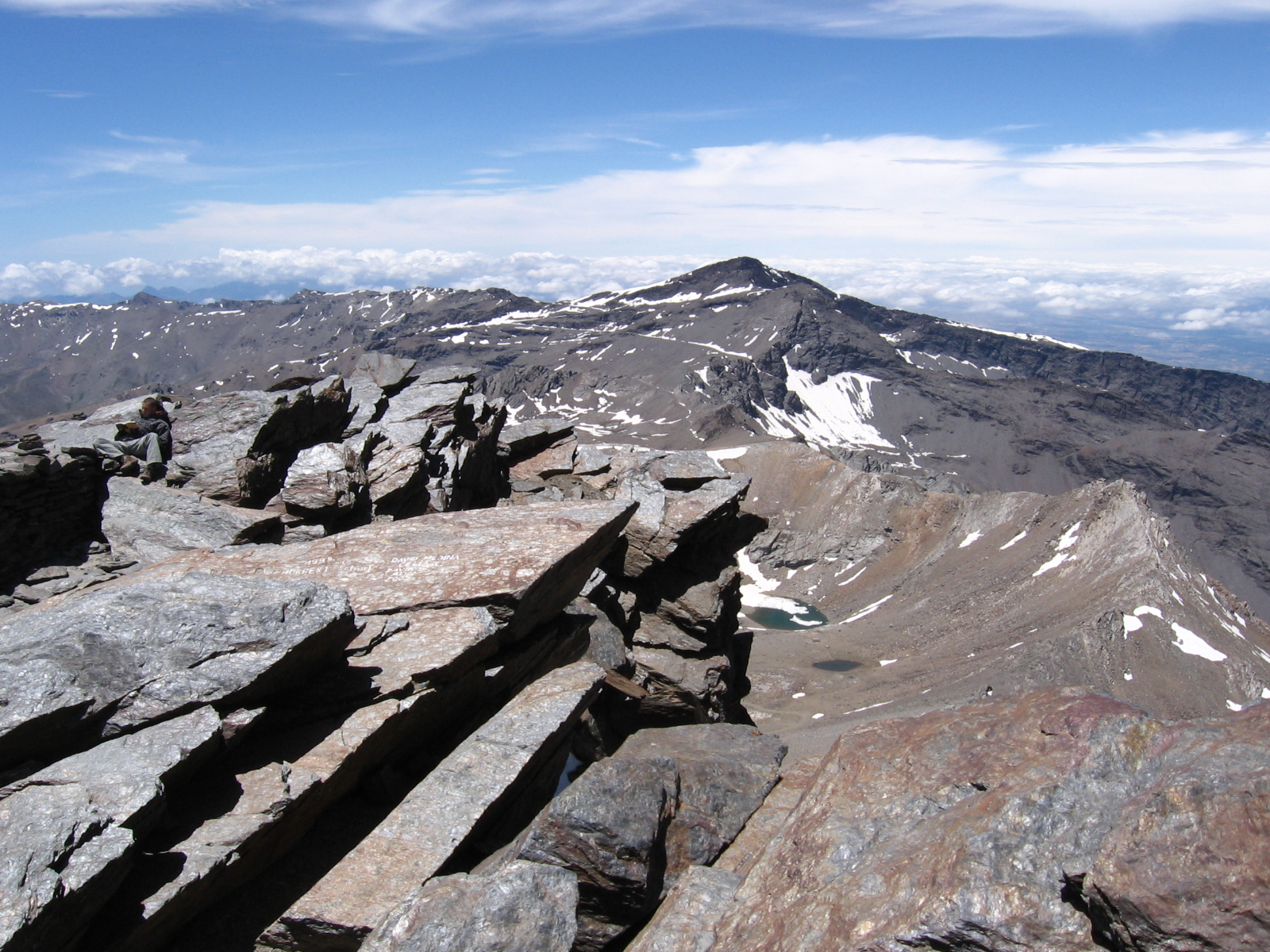
Vista del pico Veleta desde la cima del Mulhacén. Abajo se observa la Laguna de la Caldera, situada bajo el pico cercano del Puntal de La Caldera.

En contra de lo que ha sucedido en épocas pasadas, cuando se podía llegar casi a la cumbre con vehículos a motor, desde el año 1994 ya sólo se puede realizar la subida al Mulhacén a pie, utilizando caballería o incluso, por el sur, con bicicleta de montaña, siendo imposible por la cara norte por su pronunciada inclinación.
La mejor época para ascender a este pico es en verano, por la ausencia de nieve en los recorridos más usuales, aunque siempre suele haber neveros. El tiempo suele ser estable y las temperaturas suaves, aunque conviene poner atención a las fuertes ráfagas de viento, que dificultan la subida.

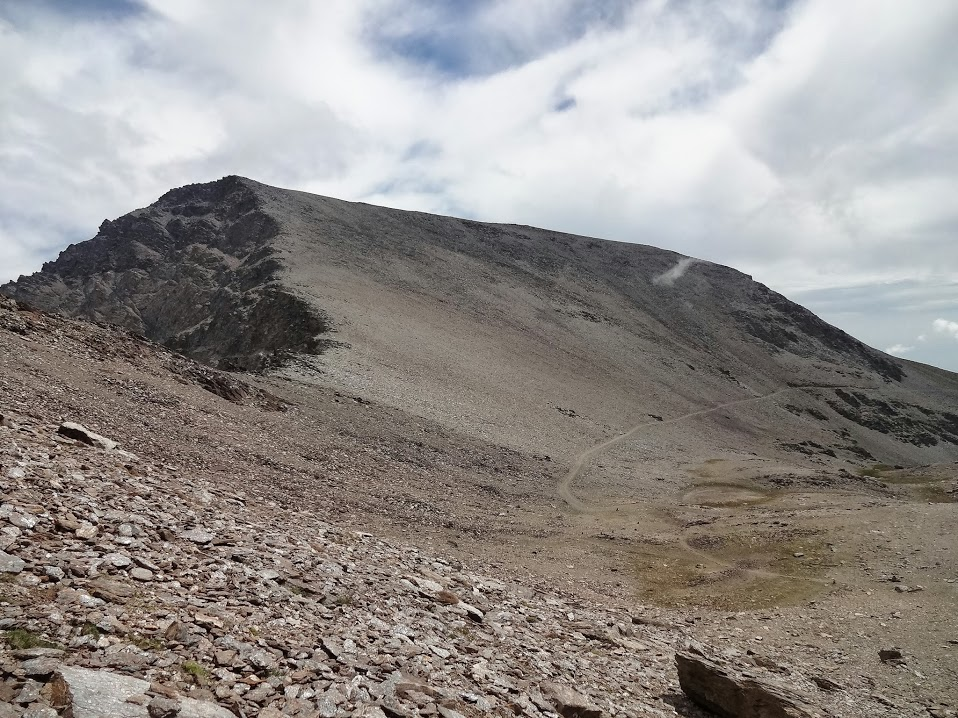
Mulhacén desde la ladera del collado de la Caldera. Se observa el carril que bordea la ladera oeste y conduce hasta Capileira.

En ese período, el pico no es espectacular en términos de accesibilidad o relieve por el lado sur de la montaña, que es relativamente suave, ni presenta retos técnicos para el caminante, al igual que en el caso del lado oeste, de recorrido mucho más corto, aunque más empinado, partiendo de la Laguna de la Caldera. Las caras norte y este, sin embargo, presentan tajos que las hacen practicables solo por expertos escaladores; salvo que el acceso desde Siete Lagunas, al este, no se realice directamente, sino saliendo desde la Laguna Hondera y dando un rodeo hacia el sur para enlazar con el itinerario que sube desde el Alto del Chorrillo, en cuyo caso el recorrido se hace muchísimo más fácil. Lo mismo ocurre con el ascenso por la cara norte, siempre penoso, si desde la Laguna de la Mosca o del Mulhacén nos desviamos hacia el Collado del Ciervo, que se encuentra sobre el vivac de la Caldera, y desde aquí enlazamos con la más próxima de las dos subidas habituales que tiene la cara oeste.

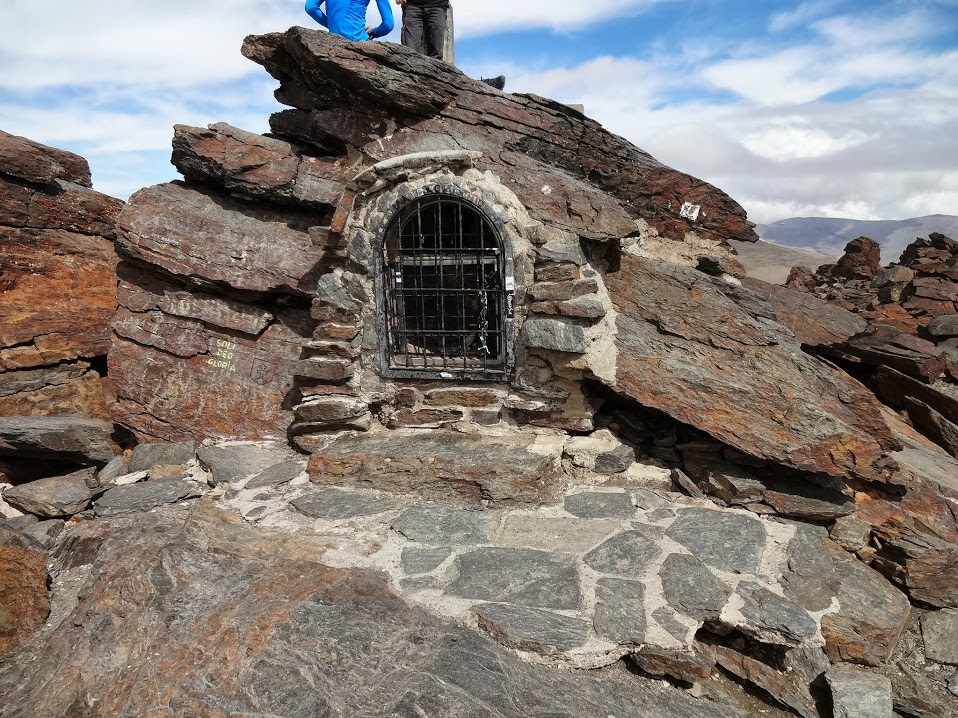
Templete en la cima del Mulhacén.

Al Mulhacén puede subirse caminando en un solo día desde los pueblos de Capileira o Trevélez (superando en ambos casos un desnivel superior a los 2000 metros de altura), pero es más común pasar una noche en el refugio de montaña de Poqueira, o en el vivac de la Caldera, al oeste, junto a la laguna de este mismo nombre.
Mucho más larga y exigente es la subida por el valle del Genil, desde Güéjar Sierra, que normalmente precisa de hacer noche, usualmente en el vivac natural de Cueva Secreta, para buscar el paso junto a la laguna de la Mosca al día siguiente en durísima ascensión, con un piso muy empinado y descompuesto durante la mayor parte de su recorrido. Y aunque con un desnivel sensiblemente inferior, también es frecuente realizar la subida partiendo desde Pradollano, en la Estación de Esquí y Montaña.

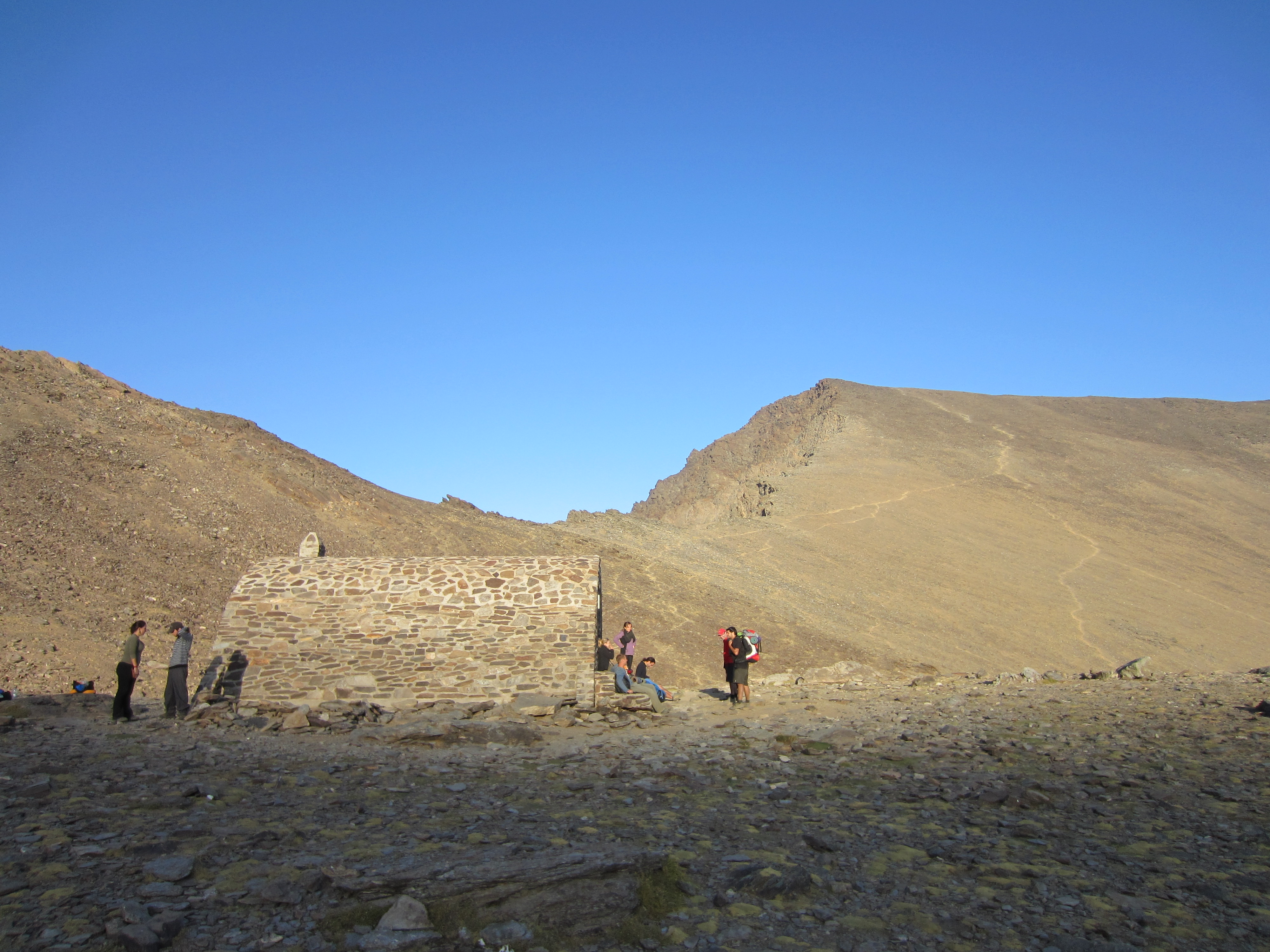
Vista desde la Laguna de la Caldera. Montañeros llegando al Refugio Vivac de la Caldera. Los dos senderos llevan directamente a la cumbre del Mulhacén por su cara oeste.

Se puede acceder mucho más fácilmente utilizando el Minibús, dotado de guía, del Servicio de Interpretación Ambiental de la Zona de Altas Cumbres, que es organizado por el parque nacional de Sierra Nevada en época estival, cuyo vehículo parte desde la localidad de Capileira y finaliza su trayecto en el Mirador de Trévelez, junto al Alto del Chorrillo, a una altitud de unos 2600 m s. n. m.; desde ese punto es fácil alcanzar la cima, pasando por el Mulhacén II.

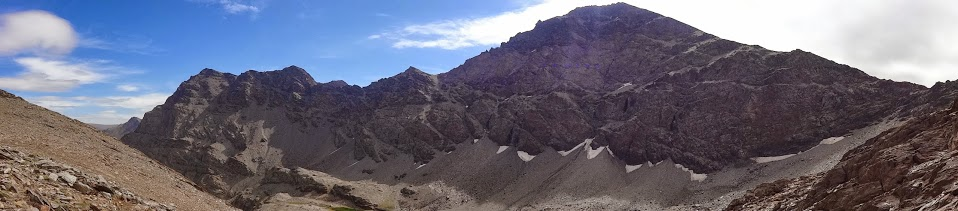
Panorámica norte del Mulhacén. A la izquierda, el monte Alcazaba.

También puede usarse otro autobús que el mismo Servicio dispone partiendo desde el Albergue Universitario, en la zona más alta de la Estación de Esquí, y que llega hasta las Posiciones del Veleta (3100 m s. n. m.), lo que permite un recorrido hasta el Mulhacén más amplio y duro que el anterior, teniendo que atravesar posiblemente ventisqueros de nieve, sobre todo en la zona del Collado del Veleta, aunque es igualmente realizable la ida y la vuelta en la misma jornada, sin necesidad de pernoctar. Este último recorrido, ligeramente más largo, se puede realizar asimismo en invierno, sustituyendo como medio de aproximación a ese autobús por los telerremontes (combinando el uso de telecabina y telesilla) de la propia Estación de Esquí, los cuales admiten además el transporte de bicicleta para los aficionados a este deporte. En los casos en que se utilicen los autobuses, el horario ha de ser reservado comunicándolo al parque nacional, por las limitaciones de capacidad del servicio.

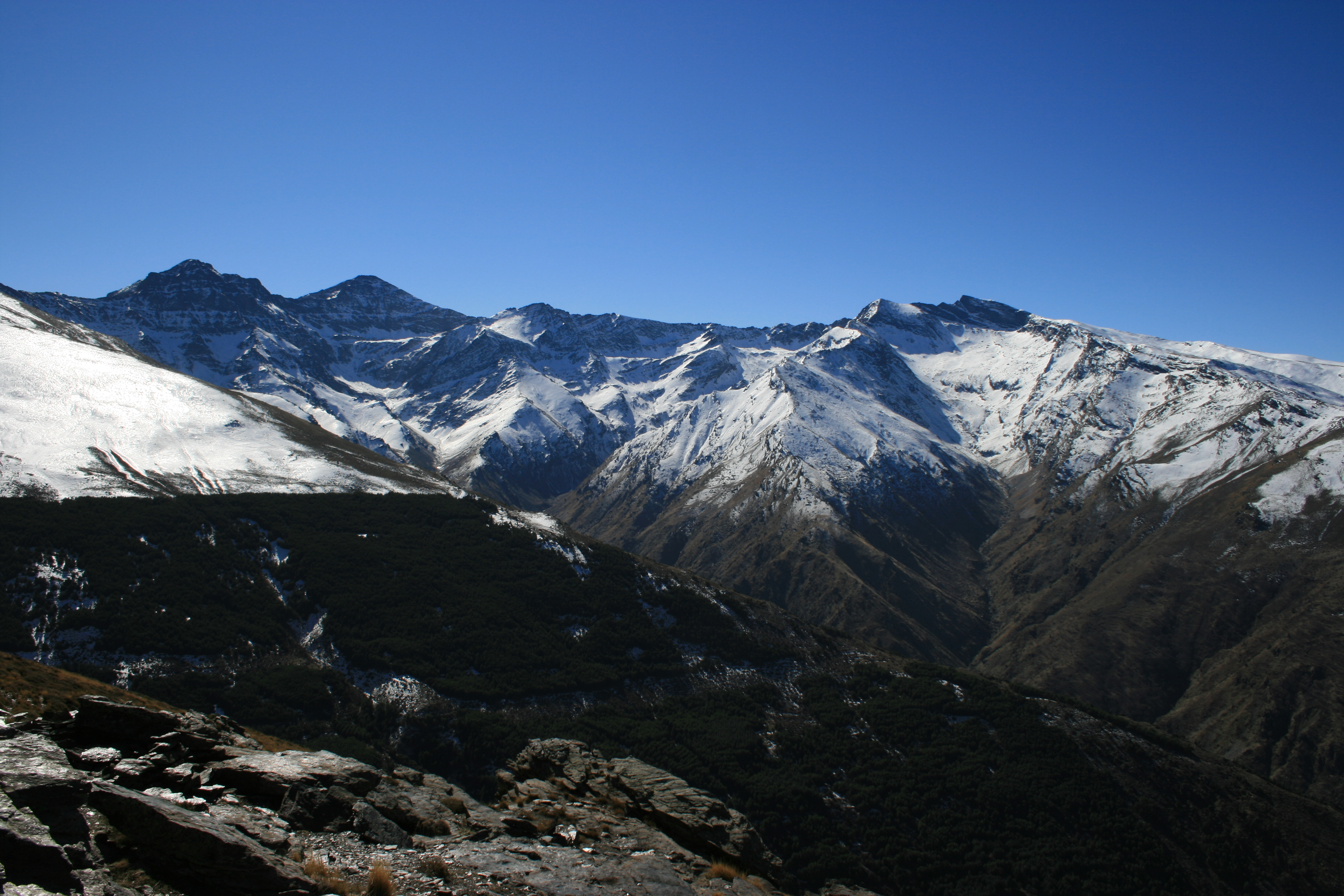
Vista de la cara norte de Sierra Nevada. De izquierda a derecha los picos más prominentes son Alcazaba, Mulhacén y más a la derecha, Veleta.

Es posible el ascenso en bicicleta hasta la Llanada del Mulhacén, meseta muy próxima a la cumbre, partiendo desde el Alto del Chorrillo y siguiendo la antigua pista abierta en el siglo XIX para el transporte de los aparatos que hicieron posible el enlace geodésico entre Europa y África. Pero esta pista, cerrada al tráfico rodado de vehículos a motor desde principios de la década de 1990, está actualmente en muy mal estado de conservación por varios de sus tramos.
Las condiciones para hacer cumbre en invierno, a través de cualquiera de sus itinerarios, pueden llegar a ser extremadamente duras, sobre todo dada la rapidez y la frecuencia con que cambian las condiciones meteorológicas en esa época y los extremos a los que llegan, con temperaturas que bajan de –20 °C, lo que ha provocado frecuentes accidentes y muertes.
Incluso montañeros experimentados, que tenían en su currículum varias cimas del Himalaya, han encontrado en el Mulhacén el fin de sus días.
La primera ascensión de la que se tiene constancia data de 1804 y fue llevada a cabo por el botánico Simón de Rojas Clemente, aunque debido a la orografía de la montaña, ésta debió haber sido culminada por lugareños desde algún tiempo atrás. La primera ascensión invernal de la que se tiene constancia data de 1901 por Félix Basazza, Vicente Montero y Matías Vázquez.

## Accidentes
El 5 de marzo de 2006, tres excursionistas británicos de Teesside murieron en la montaña presuntamente por hipotermia. Las primeras investigaciones llevadas a cabo por la Guardia Civil señalaron que los tres estaban mal equipados para las condiciones extremas. Esta afirmación fue posteriormente cuestionada tanto por la familia y un amigo de uno de los escaladores, como por uno de los rescatistas. Se colocó una placa en la cumbre dedicada a los tres fallecidos.